# Participativni proračun
Participativni proračun je participativno načrtovanje proračuna, je vrsta pridobivanja virov od državljanov, pri kateri se prebivalci s postopkom demokratičnega posvetovanja in odločanja odločijo, kako bodo dodelili del občinskega ali javnega proračuna. Participativno načrtovanje proračuna omogoča državljanom ali prebivalcem kraja, da prepoznajo projekte javne porabe, razpravljajo o njih in jim dajo prednost, ter jim daje moč, da sprejemajo resnične odločitve o porabi denarja.
V Sloveniji so leta 2021 participativni proračun izvajale naslednje občine: Ajdovščina, Bohinj, Brežice, Dol, Dravograd, Hrastnik, Hrpelje Kozina, Izola, Komen, Koper, Kranjska Gora, Krško, Logatec, Lovrenc, Maribor, Medvode, Nova Gorica, Postojna, Radovljica, Renče - Vogrsko, Ruše, Semič, Sevnica, Slovenjske Konjice, Sveta trojica v Slovenskih goricah, Šentilj in Škofja Loka